# ال کامپو (تگزاس)
ال کامپو، تگزاس(به انگلیسی: El Campo, Texas) شهری در ایالت تگزاس از ایالات جنوبی ایالات متحده آمریکا است. در سرشماری سال ۲۰۰۰، جمعیت این شهر ۱۰۹۴۵ نفر اعلام شد.